# Aulactinia sulcata
Aulactinia sulcata is een zeeanemonensoort uit de familie Actiniidae.
Aulactinia sulcata is voor het eerst wetenschappelijk beschreven door Clubb in 1902.